# Лотука
Лотука  (Отухо) је народ који живи у централној Африци. Насељавају просторе око града Торита у Јужном Судану. Има их укупно око 65-70 хиљада и практикују традиционлана афричка веровања. Говоре отухо језиком из нилотске групе. Углавном се баве пољопривредом и сточарством.